# Metalogică
Metalogica este teoria sistemelor logice. Metalogica studiază teoriile logice din punctul de vedere al conținutului, formei, problemelor, metodelor, limbajului, și supozițiilor filozofice. Metalogica este disciplina care studiază fundamentele logicii, sistemele logice, expresiile logice și raporturile dintre acestea. Logica se preocupă de adevărul care poate fi derivat utilizând un sistem logic, iar metalogica se ocupă de adevârul care poate fi derivat prin limbajele și sistemele care sunt utilizate pentru a exprima adevărul.